# Josette Baïz
Josette Baïz, née le 30 juillet 1954 à Paris, est une danseuse et chorégraphe française de danse contemporaine. Depuis le début des années 1990, elle est particulièrement reconnue pour son travail de pédagogue et de chorégraphe avec les enfants et adolescents au sein du Groupe Grenade basé à Aix-en-Provence.

## Biographie
Josette Baïz étudie la danse contemporaine auprès d'Odile Duboc à Aix-en-Provence. Elle s'oriente dès 1978 vers l'enseignement de la discipline, notamment auprès de très jeunes élèves. Au début des années 1980, elle intègre la compagnie de Jean-Claude Gallotta avec lequel elle dansera notamment le célèbre ballet de la Nouvelle danse française, Ulysse en 1981. En 1982, elle remporte le premier prix de chorégraphie, le prix du Ministère de la Culture ainsi que le prix du public au Concours chorégraphique international de Bagnolet.
Elle fonde sa première compagnie « La Place blanche », puis en 1989 obtient avec le soutien du ministère de la Culture une résidence dans les quartiers nord de Marseille pour développer des projets chorégraphiques notamment avec les élèves très variés de l'école de la Bricarde. Au contact des enfants et des nouvelles cultures urbaines (notamment le hip-hop et les danses orientales), elle décide de réorienter sa carrière et de travailler désormais avec de très jeunes interprètes (à partir de 6-7 ans jusqu'à 18 ans) au sein du Groupe Grenade qu'elle fonde en 1992 à Marseille/Aix-en-Provence,,,. Le groupe est constitué en moyenne de 50 à 70 danseurs de six à dix-neuf ans. Elle va développer à travers sa compagnie et du Groupe Grenade des collaborations artistiques avec Luc Riolon (Mansouria en 1990), Mourad Merzouki (Rendez-vous en 1997), Jean-Charles Gil (Ballets d'Europe) et Jean-Claude Gallotta (Trois générations en 2003 et la recréation de Ulysse dansé uniquement par des enfants en 2007).
En 1998, elle décide de constituer un répertoire de son travail en créant la Compagnie Grenade, dont les danseurs majeurs sont issus du groupe des enfants.
À l'occasion des vingt ans de Grenade, l'ensemble des danseurs Grenade (groupe et compagnie) dansent des chorégraphies données ou créées par des grands noms de la danse contemporaine tels que Jean-Claude Gallotta (Mammame), Angelin Preljocaj (Marché noir), Jean-Christophe Maillot (Miniatures et Vers un pays sage), Michel Kelemenis (Faune), Philippe Decouflé (Codex), Abou Lagraa, et Jérôme Bel (The Show Must Go On),,. Cette création signe le début de nombreuses autres collaborations avec des chorégraphes français et internationaux

## Principales chorégraphies
Avec la compagnie la Place blanche (lieux de création)
- 1983 : Marée basse (MC93 Bobigny)
- 1984 : Prudence ou les Émotions subtiles (Maison de la danse de Lyon)
- 1985 : Chute libre (Châteauvallon Théâtre national de la danse et de l'image)
- 1986 : Pellicola (Maison de la danse de Lyon)
- 1987 : Le Globe (Centre national de danse contemporaine d'Angers)
- 1989 : Les Feux de Saint-Elme, avec François Bouteau (Festival international danse à Aix-en-Provence)
- 1990 : Apsara (théâtre municipal d'Arles)
- 1992 : La Lumière de l'aube (Festival de Châteauvallon)
- 1993 : Spakachoc (théâtre Toursky de Marseille)
- 1995 : Tribali (théâtre Toursky de Marseille)
- 1996 : Miroirs (Festival international danse à Aix-en-Provence)

Avec le groupe Grenade (lieux de création)
- 1992 : Le Secret d'Émile (Théâtre Toursky de Marseille)
- 1994 : Guelwesch (Théâtre de Fontblanche de Vitrolles)
- 1995 : Un sourire dans la lune avec l'Opéra Junior de Montpellier (Festival Montpellier Danse)
- 1997 : Rendez-vous avec Mourad Merzouki
- 1996 : Dalang (Théâtre du Merlan, scène nationale de Marseille)
- 1998 : Imagine (Théâtre du Merlan, scène nationale de Marseille)
- 1999 : Trafics (Festival de Marseille)
- 2001 : La Vie en rose (Dôme Théâtre d’Albertville)
- 2002 : Zoom (Théâtre des Salins de Martigues)
- 2003 : Trois générations de Jean-Claude Gallotta (Festival d'Avignon)
- 2005 : On est plus des anges (Festival international danse à Aix-en-Provence)
- 2005 : Barbe bleue (L'Équinoxe de Châteauroux)
- 2007 : Le Sacre (Château Rouge d'Annemasse)
- 2007 : Ulysse de Jean-Claude Gallotta (MC2 Grenoble)
- 2009 : Oliver Twist (Grand Théâtre de Provence d'Aix-en-Provence)
- 2011 : Grenade, les 20 ans – pièces de Jérôme Bel, Philippe Découflé, Jean-Claude Gallotta, Michel Kelemenis, Abou Lagraa, Jean-Christophe Maillot, Angelin Preljocaj et Josette Baïz
- 2013 : Roméo et Juliette (Festival d’Aix-en-Provence au Grand Théâtre de Provence)
- 2014 : Guests I (Grand Théâtre de Provence, Aix-en-Provence)
- 2015 : Guests II (Festival de danse de Cannes)
- 2016 : Alice (Théâtre du Merlan], scène nationale de Marseille)[10]
- 2018 : D'est en ouest, de Melbourne à Vancouver (Grand Théâtre de Provence, Aix-en-Provence)

Avec la Compagnie Grenade (lieux de création)
- 1998 : Turbulence (Théâtre du Merlan - Scène nationale de Marseille)
- 2000 : Capharnäum (Théâtre des Salins - Scène nationale de Martigues)
- 2001 : Time/Break (L’Espace Malraux - Scène nationale de Chambéry et de Savoie)
- 2003 : Zoom avant (Teatro Piccolo Regio de Turin)
- 2004 : Tonight! (Le Théâtre - Scène nationale de Narbonne)
- 2006 : Duplex (théâtre de l'Olivier - Scène nationale d'Istres)
- 2007 : Les Araignées de Mars (Théâtre du Vellein)
- 2008 : Eden Club (Grand Théâtre de Provence d'Aix-en-Provence)
- 2009 : Granada Mix (Cours Mirabeau d'Aix-en-Provence)
- 2010 : Gare centrale (théâtre de Bourg-en-Bresse)
- 2011 : Grand Hôtel (Le Pavillon Noir d'Aix-en-Provence)
- 2013 : Welcome (Klap Marseille)
- 2015 : Spectres (Théâtre Joliette-Minoterie, Festival de Marseille)
- 2016 : Time Break ((Klap Marseille)
- 2017 : Amor (Le Pavillon Noir d'Aix-en-Provence)
- 2019 : Kamuyot (Théâtre de Chaillot de Paris)
- 2024 : La Vie fantastique

## Distinctions

### Prix
- 1982 : Premier prix de chorégraphie Concours chorégraphique international de Bagnolet, prix du Ministère de la Culture et prix du public.

### Décoration
En juillet 2014, Josette Baïz est nommée au grade d'officier dans l'ordre des Arts et des Lettres.
Le 29 décembre 2023, elle est nommée au grade de chevalier dans l'ordre national de la Légion d'honneur au titre de « danseuse, chorégraphe, directrice d'une compagnie de danse ; 45 ans de services ».